# Tony T
Нил Энтони Дайер (англ. Neal Antone Dyer; род. 29 марта 1971 года, Лондон, Англия, Великобритания), более известный как Tony T, — британский певец, рэпер и диджей ямайского происхождения, наиболее известный как фронтмен немецких танцевальных музыкальных проектов Beat System, Cascada и R.I.O. Его самым известным хитом с R.I.O. был «Turn This Club Around», который достиг 3-го места в немецком чарте синглов и возглавил швейцарский чарт Schweizer Hitparade, а также получил золотой статус в обоих чартах.

## Биография
Родившись в семье выходцев с Ямайки, он рано обосновался в Бруклине, где и начал заниматься диджеингом. Через два года, в 1985 году, он переехал в Германию, где работал постоянным диджеем в клубе Gaslight.

### 1986—1998: Beat System
С 1986 года он участвовал в различных проектах под псевдонимом Beat System, начиная с «Noise Dance», выпущенного ограниченным тиражом в Германии. В начале 1990-х на лейбле Insania Records вышли синглы «Dance Romance» и «Dance Romance Chapter Two», написанные C. Kowatsch und Wormit, а также «Stay with Me», спродюсированный Акселем Брайтунгом. Сменив лейбл, он подписал контракт с Blow Up и выпустил «Fresh» — кавер-версию песни Kool & The Gang, которая попала в немецкие чарты, а затем — «Reggae Night» — кавер-версию песни Джимми Клиффа. Лейбл Intercord выпустил дебютный и единственный альбом Beat System — Refreshiator, после чего проект был закрыт.

### 2008—2012: R.I.O.
В 2008 году он стал одним из основателей немецкого танцевального проекта R.I.O. вместе с Яном Пайфером (Yanou) и Мануэлем Ройтером (DJ Manian). После дебютного сингла «De Janeiro» трио с Tony T в качестве фронтмена выпустили ряд хитов в Германии, Австрии и Швейцарии, таких как «Shine On» с альбома Shine On (The Album), за которым последовали «When the Sun Comes Down», «Hot Girl», «Like I Love You» и «Miss Sunshine». Однако хит R.I.O. «Turn This Club Around» с участием U-Jean имел международный успех, заняв 5-е место в Австрии, 3-е место в Германии и 1-е место в Швейцарии, а также попав в чарты Великобритании, Шотландии, Нидерландов, Бельгии и Канады. Группа выпустила одноимённый альбом Turn This Club Around с ещё одним хитом «Animal» с этого альбома.

### 2012—настоящее время: сольная карьера и DNGRS Crew
Tony T покинул проект R.I.O. в 2012 году, чтобы начать сольную карьеру. Его первым сольным релизом стал «Way to Rio». Он также участвовал в песне «Everybody» Майка Кэндиса с участием Evelyn. Он также сотрудничал с Darius & Finlay в песне «Phenomenon» и с Soulwash в песне «No Games». В 2013 году он участвовал в песне «Want U Now» Ардиана Бужупи, финалиста немецкого музыкального конкурса Deutschland sucht den Superstar, и в песне «Beautiful Life» Саши Лопес с участием Big Ali.
В мае 2013 года он стал соучредителем DNGRS Crew вместе с рэперами Carlprit и Marlon B. Их первый совместный сингл «Dangerous» был приписан DJ Mase vs DNGRS Crew и выпущен лейблом Kontor Records.
В 2022 году он объединился с певцом Ираджем, и они сделали кавер на песню «Truth Hurts».

## Дискография

### Альбомы
Совместно с Beat System
- 1996: Refreshiator

Совместно с R.I.O.
- 2008: Shine On (The Album)
- 2011: Sunshine
- 2011: Turn This Club Around

### Синглы
Совместно с Beat System
| Сингл                                   | Год  | Высшие позиции в чартах | Высшие позиции в чартах | Высшие позиции в чартах | Высшие позиции в чартах | Высшие позиции в чартах | Альбом        |
| Сингл                                   | Год  | AUT                     | BELFL                   | BELWA                   | FRA                     | GER                     | Альбом        |
| --------------------------------------- | ---- | ----------------------- | ----------------------- | ----------------------- | ----------------------- | ----------------------- | ------------- |
| «Fresh»                                 | 1996 | 29                      | 37                      | 18                      | 15                      | 32                      | Refreshinator |
| «Reggae Night»                          | 1996 | –                       | 36                      | –                       | –                       | 93                      | Refreshinator |
| «—» означает, что сингл не попал в чарт |      |                         |                         |                         |                         |                         |               |

Совместно с R.I.O.
| Сингл                                   | Год  | Высшие позиции в чартах | Высшие позиции в чартах | Высшие позиции в чартах | Высшие позиции в чартах | Высшие позиции в чартах | Высшие позиции в чартах | Высшие позиции в чартах | Высшие позиции в чартах | Высшие позиции в чартах | Высшие позиции в чартах | Альбом                |
| Сингл                                   | Год  | AUT                     | CAN                     | ESP                     | FRA                     | GER                     | ITA                     | NLD                     | SWE                     | SWI                     | UK                      | Альбом                |
| --------------------------------------- | ---- | ----------------------- | ----------------------- | ----------------------- | ----------------------- | ----------------------- | ----------------------- | ----------------------- | ----------------------- | ----------------------- | ----------------------- | --------------------- |
| «De Janeiro»                            | 2007 | –                       | –                       | –                       | –                       | –                       | –                       | 9                       | —                       | —                       | —                       | Shine On (The Album)  |
| «Shine On»                              | 2008 | 21                      | –                       | 22                      | 8                       | 25                      | 8                       | 20                      | 10                      | 17                      | —                       | Shine On (The Album)  |
| «When the Sun Comes Down»               | 2008 | 54                      | –                       | 9                       | –                       | 63                      | –                       | 9                       | –                       | 62                      | —                       | Shine On (The Album)  |
| «After the Love»                        | 2009 | 41                      | –                       | –                       | –                       | 65                      | –                       | 66                      | —                       | —                       | —                       | Shine On (The Album)  |
| «Serenade»                              | 2009 | –                       | –                       | –                       | –                       | 97                      | —                       | —                       | —                       | —                       | —                       | Shine On (The Album)  |
| «One Heart»                             | 2010 | –                       | –                       | –                       | –                       | –                       | –                       | 24                      | —                       | —                       | —                       | Shine On (The Album)  |
| «Hot Girl»                              | 2010 | –                       | –                       | –                       | –                       | –                       | –                       | 90                      | —                       | —                       | —                       | Sunshine              |
| «Like I Love You»                       | 2011 | 35                      | –                       | –                       | –                       | 31                      | –                       | 24                      | –                       | 28                      | —                       | Sunshine              |
| «Miss Sunshine»                         | 2011 | 44                      | –                       | –                       | –                       | 50                      | –                       | 17                      | –                       | 43                      | —                       | Sunshine              |
| «Turn This Club Around» (feat. U-Jean)  | 2011 | 5                       | 95                      | –                       | 96                      | 3                       | –                       | 34                      | –                       | 1                       | 36                      | Turn This Club Around |
| «Animal» (feat. U-Jean)                 | 2011 | 33                      | –                       | –                       | 111                     | 48                      | –                       | 26                      | –                       | 51                      | —                       | Turn This Club Around |
| «—» означает, что сингл не попал в чарт |      |                         |                         |                         |                         |                         |                         |                         |                         |                         |                         |                       |

### Участие в
| Сингл                                                    | Год  | Высшие позиции в чартах | Высшие позиции в чартах | Высшие позиции в чартах | Высшие позиции в чартах | Высшие позиции в чартах | Альбом |
| Сингл                                                    | Год  | AUT                     | CZE                     | GER                     | SVK                     | SWI                     | Альбом |
| -------------------------------------------------------- | ---- | ----------------------- | ----------------------- | ----------------------- | ----------------------- | ----------------------- | ------ |
| «Phenomenon» (Darius & Finlay feat. Tony T.)             | 2012 | 26                      | —                       | —                       | —                       | —                       |        |
| «Everybody» (Mike Candys feat. Evelyn & Tony T.)         | 2013 | 14                      | 57                      | 40                      | 69                      | 14                      |        |
| «Beautiful Life» (Sasha Lopez feat. Tony T. and Big Ali) | 2013 | –                       | 49                      | —                       | —                       | —                       |        |
| «Break My Stride» (Bodybangers feat. Tony T.)            | 2013 | 62                      | –                       | 90                      | —                       | —                       |        |
| «Heart It Tonight» (ONdray feat. Tony T.)                | 2014 | –                       | 47                      | —                       | —                       | —                       |        |
| «—» означает, что сингл не попал в чарт                  |      |                         |                         |                         |                         |                         |        |

- 2012: «No Games» (Soulwash feat. Tony T.)
- 2013: «Want U Now» (Ardian Bujupi feat. Tony T.)
- 2013: «Breaking the Ice» (Bodybangers feat. Tony T.)
- 2013: «Summer’s Gone» (Sash! feat. Tony T.)
- 2017: «Color of Love» (Stephan F feat. Tony T.)